# Dilijan
Dilijan là một đô thị thuộc tỉnh Tavush, Armenia. Dân số ước tính năm 2011 là 15465 người.